# Japanische Invasion von Ambon
1. Borneo – Tarakan – Celebes – Balikpapan (See) – Balikpapan (Land) – West-Borneo – Samarinda (Ost-Borneo) – Banjarmasin (Süd-Borneo) – Ambon – Straße von Makassar – Sumatra – Palembang – Badung – Timor – Bali – Riau-Inseln – 1. Javasee – Sundastraße – Java – 2. Javasee – Niederländisch-Neuguinea – Kleine Sundainseln – Molukken – 2. Borneo
Die Japanische Invasion von Ambon (Amboina) fand im Rahmen der Operation H, die auch die Einnahme von Celebes, Bali und Timor vorsah, ab dem 31. Januar 1942 während des Pazifikkriegs im Zweiten Weltkrieg statt.

## Vorgeschichte

### Die Situation auf Ambon
Die Insel Ambon ist rund 48 Kilometer lang und zwischen 3,2 und 4,8 Kilometer breit. Sie liegt vor dem südwestlichen Ende von Ceram in den Molukken, etwa 645 km östlich von Celebes. Die Insel war einer der äußeren Besitztümer Niederländisch-Indiens.
Auf der Halbinsel Laitimor im südlichen Mittelteil der Insel befindet sich Ambon, die größte Stadt und der größte Hafen der Insel, der auch der größte Marinestützpunkt in Niederländisch-Indien war.
Auf Ambon waren 2800 indonesische KNIL-Truppen unter Oberstleutnant Joseph R. L. Kapitz stationiert. Deren Haupteinheit war die Molukken-Brigade, die von Artillerie, vier Panzerwagen, vier 40-mm-Flugabwehrgeschützen und einigen Flugabwehrmaschinengewehren unterstützt wurde.
Die Garnison, zu der 300 teilweise ausgebildete Reservisten gehörten, war schlecht ausgerüstet und ausgebildet: Es fehlte an Funkausrüstung und sie war daher auf Festnetz und schriftliche Kommunikation angewiesen.

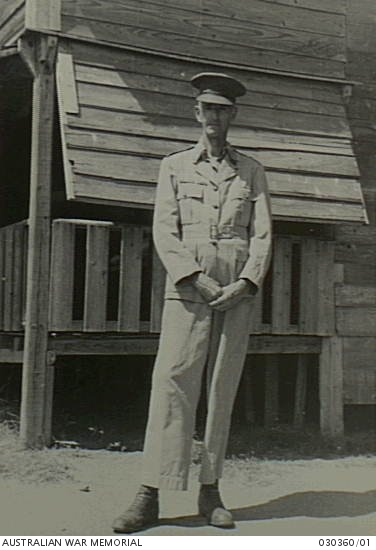
Oberstleutnant William Scott, Kommandeur der Gull Force

Unter dem Kommando von Oberstleutnant Leonard N. Roach befanden sich 1170 Mann des australischen 2/21. Bataillons der 8. Division sowie Artillerie- und Unterstützungseinheiten, zusammen bekannt als Gull-Force, seit dem 17. Dezember 1941 auf der Insel. Alliierter Kommandeur auf Ambon war Kapitz. Roach hatte das australische Oberkommando gebeten, mehr Artillerie- und Maschinengewehr-Einheiten aus Australien zu entsenden. Er wurde am 14. Januar durch Oberstleutnant William John Rendell Scott ersetzt, da er sich über die mangelnde Reaktion beklagt hatte.
Seit dem 7. Dezember befanden sich auch Hudson-Bomber der 13. Staffel der Royal Australian Air Force auf dem Laha-Flugfeld auf Ambon. Das Flugfeld befindet sich an der Südküste der Hitu-Halbinsel, etwa auf halber Strecke entlang der Nordküste der Bucht von Ambon. Am nördlichen Ende der Insel bei Liang befand sich ein neu errichteter Landeplatz für Flugzeuge. Brigadier E. F. Lind berichtete, dass die Streitkräfte für ihre Aufgaben nicht ausreichend bewaffnet waren und dass ein militärischer Verbindungsoffizier zum niederländischen Hauptquartier in Bandung ernannt werden sollte. Die KNIL stationierte daraufhin vier Brewster Buffaloes auf Ambon. Es gab sogar Pläne zur Stationierung von 36 Maschinen, allerdings wurde dies nie verwirklicht. Tatsächlich bestand die KNIL-Patrouille auf Ambon sogar nur aus zwei Buffaloes, da während des Fluges von Java nach Ambon ein Flugzeug verloren ging, während das zweite bei einer Bruchlandung abstürzte.

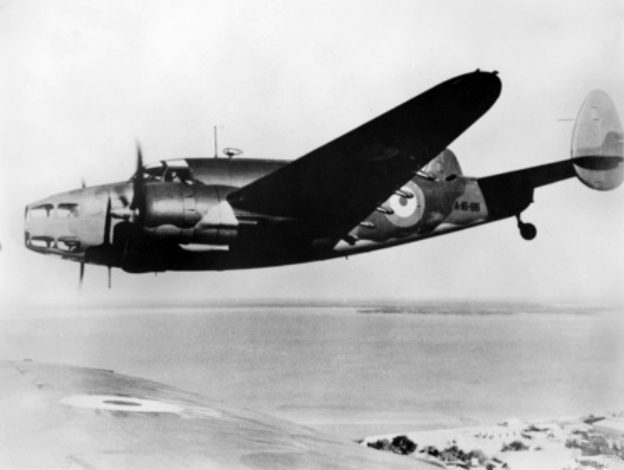
Ein Hudson-Bomber der 13. RAAF-Staffel im Flug

Die Hauptverteidigungsanlagen befanden sich in Paso bei der Stadt Ambon. Es handelte sich um eine Artilleriebatterie, die in Betonbunkern stand, ausgestattet mit Unterkünften und einem unterirdischen Telefonsystem. Sie diente zur Sicherung der Ambonbucht und des Laha-Flugfeldes und war zugleich deren Kommandostelle. Die dort stationierten Flugzeuge waren Flugboote der amerikanischen und niederländischen Marine, die zwei niederländischen Bomber, zwei Jäger und die Hudson-Bomber der RAAF Nr. 13. Mitte Dezember 1941 waren die Flugboote in Namlea stationiert worden.
Die Ambonbucht war vermint worden. Die einzigen Marineschiffe waren zwei Motorboote, die vom Hafenmeister angefordert wurden.
Die australischen Einheiten litten zu diesem Zeitpunkt auf Grund der schlechten Versorgungs- und Hygienelage schon an Ruhr und teilweise Malaria.

## Planung
Die Operationen auf Ambon und Niederländisch-Timor wurden von der japanischen Regierung ohne weiteres genehmigt und am 1. Dezember 1941 beschlossen. Die Invasion von Portugiesisch-Timor wurde allerdings erst nach einer heftigen Debatte zwischen der Regierung und dem kaiserlichen Hauptquartier am 2. Februar 1942 vereinbart.
Der Hauptgrund für die Einnahme von Timor und Ambon war die Unterbrechung der Nachschublinie zwischen Australien und Java, wo das Hauptquartier der KNIL lag. Das geschah vor dem Hintergrund, Java leichter besetzen zu können. Das ultimative Ziel war es, dort Luft- und Marinestützpunkte zu erobern und eine Verteidigungslinie gegen eine erwartete feindliche Gegenoffensive aus dem Gebiet von Darwin zu bilden.
Die Truppen für die Operation H (die Ostabteilung) wurden aus der 38. Infanteriedivision, die an der Schlacht um Hongkong teilgenommen hatte, nach dem Fall der Stadt am 25. Dezember 1941, zusammengestellt. Mit dem 228. Infanterieregiment als Kern wurde die Abteilung in der Nähe von Hongkong am 4. Januar 1942 neu organisiert und der 16. Armee zugeteilt. Ihr Kommandeur war Generalmajor Itō Takeo, Kommandeur der 38. Infanteriedivision. Die Mannstärke betrug 5.300 und die Ausrüstung umfasste 110 Fahrzeuge und 400 Pferde. General Itō als Oberbefehlshaber wählte die genauen Standorte der Landungsstrände aus und die Zeit, in der die Transportschiffe zu den Ankerplätzen fuhren und die Landungsboot ihre Klappen öffneten. Zudem bestimmte er den Umfang und die Methode der Luftunterstützung.
Aufklärungsfotos der Insel und deren Geländemerkmale lieferten Marineflugzeuge. Die Fotos waren aber unbefriedigend. Zwei Gebiete wurden als wichtig angesehen: der Bereich um die Stadt Ambon auf der Halbinsel, von dem angenommen wird, dass er das am besten befestigte Gebiet auf der Halbinsel ist, und das Flugfeld in Laha auf der eigentlichen Insel. Es war bekannt, dass der Feind in dem stark befestigten Gebiet südwestlich der Stadt über acht großkalibrige Artilleriewaffen verfügte. Details zur feindlichen Stärke und genauen Lage der Stellungen der Streitkräfte waren aber nicht klar. Auf der Grundlage von Vorkriegsschätzungen wurde jedoch angenommen, dass die Hauptstreitmacht des Feindes auf der Halbinsel konzentriert war und er defensive strategische Punkte südwestlich der Stadt Ambon hielt.
Der Angriffsplan sah zwei gleichzeitige Landungen vor, eine im Süden und eine im Norden. Die Landung im Süden, die die Hauptlandung sein sollte, fand auf der Halbinsel statt, die im Süden der Insel etwa 1,5 Kilometer breit war. Die Landungseinheiten dafür bestanden aus den Hauptangriffselementen der östlichen Abteilung, abzüglich einer Kompanie. Die Landung im Norden sollte von der Kure-Speziallandungseinheit durchgeführt werden, die von der 10. Kompanie des 3. Bataillons des 228. Infanterieregiments unterstützt wurde. Der festgelegte Landepunkt war die südöstliche Spitze der Halbinsel, an der der Feind vermutlich nur leichte Abwehrkräfte hatte. Die Landung am Nordufer der Insel sollte östlich von Wakal von einem Ankerplatz vor Hitoelama aus erfolgen. Die Truppe der Halbinsel sollte die Stadt Ambon und andere strategische Punkte erobern, während die Truppe im Norden den Flugplatz in Laha eroberte.
Nach hastigen Vorbereitungen verließ die Abteilung Hongkong am 12. Januar an Bord von fünf Schiffen und fuhr nach Süden zum Sammelpunkt in Davao im Süden der Philippinen.

## Erste Luftangriffe

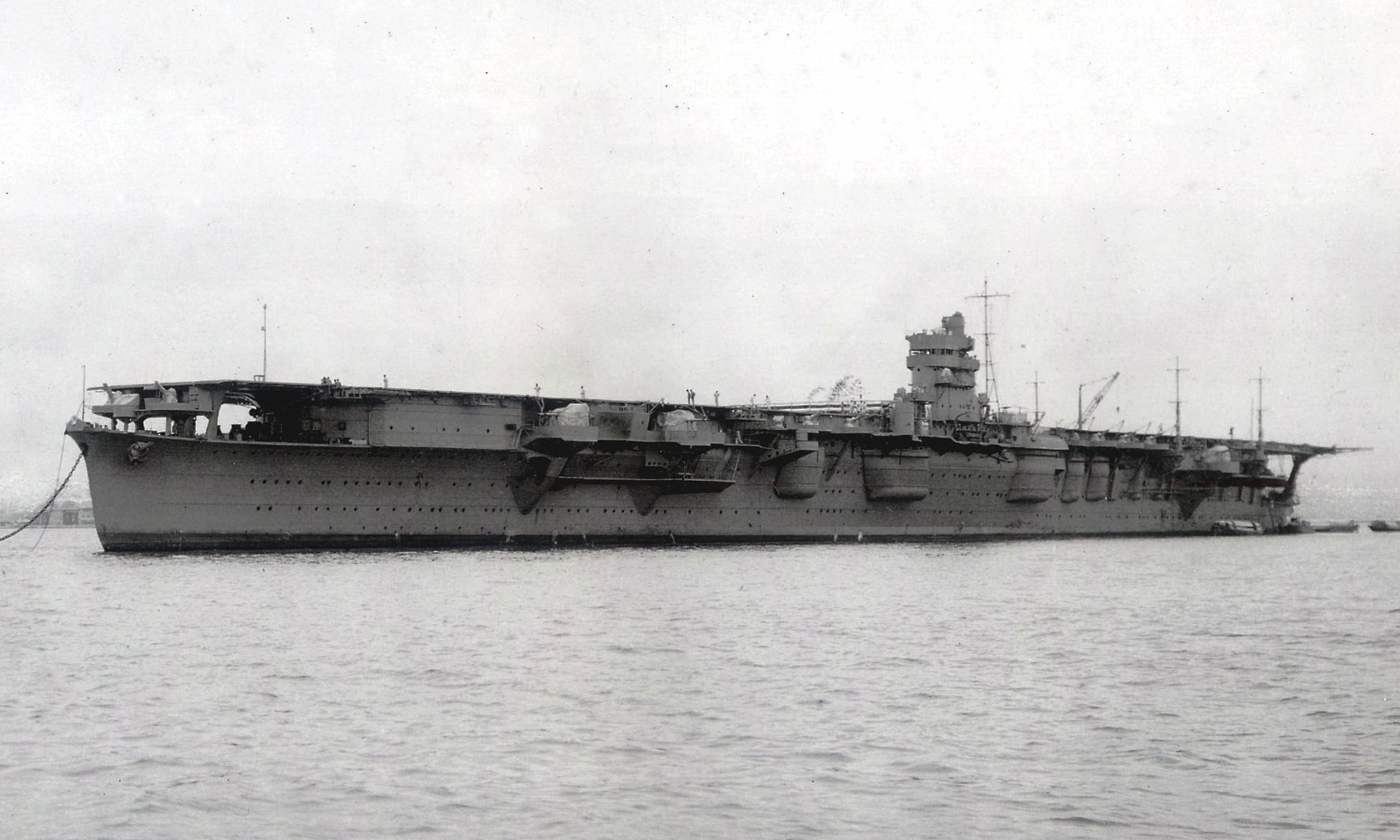
Der japanische Flugzeugträger Hiryū

Der erste Luftangriff durch japanische Flieger fand am 6. Januar statt, als sieben Flugboote Ziele auf der Insel angriffen. Sie warfen 33 Bomben an drei Punkten auf Ambon ab. Zwei der Hudsons, eine Buffalo und eine Werkstatt wurden auf dem Flugplatz Laha beschädigt. Drei einheimische Zivilisten kamen dabei ums Leben, aber keine dort stationierten Soldaten wurden getötet.
Weitere Angriffe folgten am 15. und 16. des Monats, bei denen einige Hudson-Bomber zerstört und die Flugbootbasis unbrauchbar wurde.
Ein weiterer schwerer Luftangriff auf Ambon fand am 24./25. Januar durch die japanische 23. Marine-Fliegergruppe statt. Danach wurden die alliierten Stützpunkte auf der Insel wiederholt durch Trägerflugzeuge eines in der Bandasee operierenden Flugzeugträgerverbandes unter dem Kommando von Konteradmiral Yamaguchi Tamon mit den Flugzeugträgern Hiryū und Sōryū, begleitet vom Kreuzer Tone und den Zerstörern Tanikaze und Urakaze, angegriffen.
Der Oberbefehlshaber des ABDACOM, Archibald Wavell, entschied sich auf Grund dieser Angriffe die alliierten Kampfflugzeuge aus Ambon abzukommandieren, da er sie an anderer Stelle einsetzen wollte. Die Verteidiger der Insel wussten anschließend, dass sie einer Landung der Japaner ohne Luftunterstützung ausgesetzt sein würden.

## Die Landung

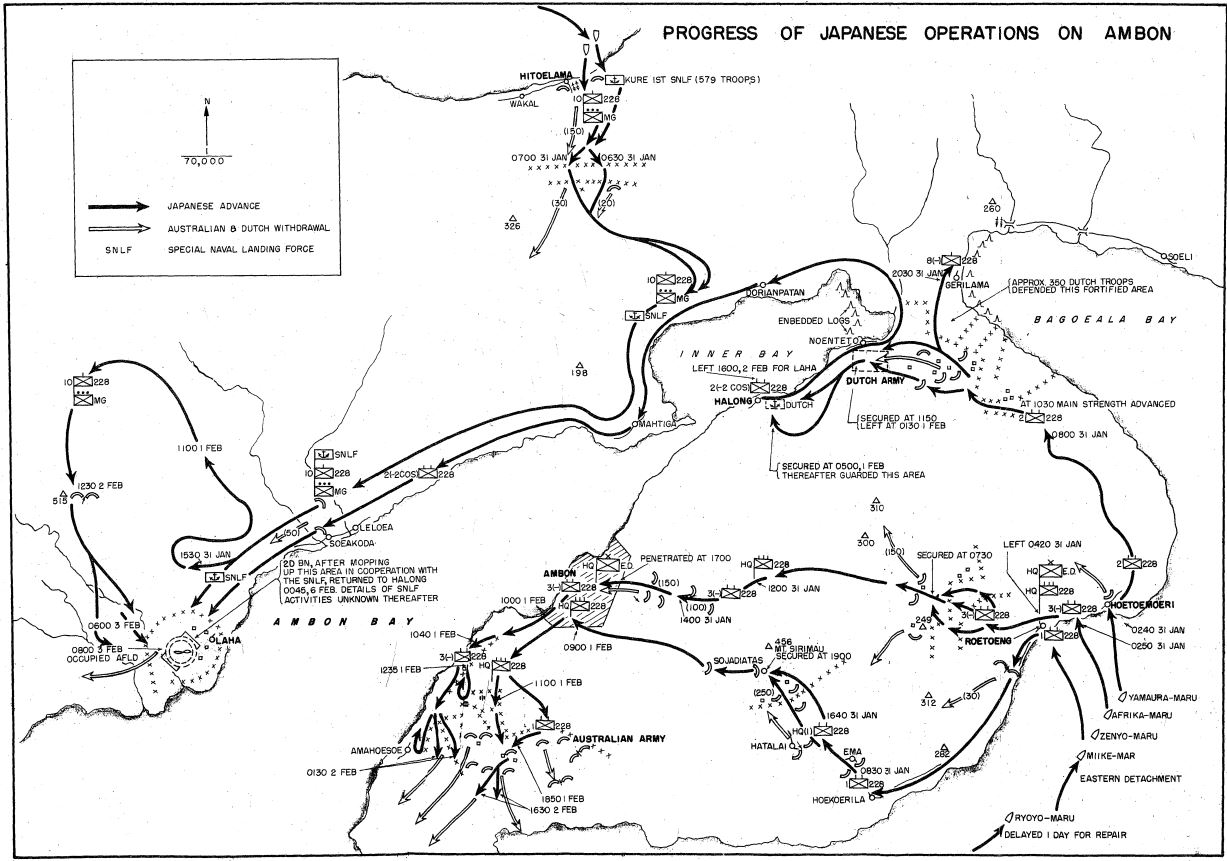
Fortschritt der japanischen Operation auf Ambon

Für den Angriff auf den östlichen Teil Niederländisch-Indiens war die Oststreitmacht von Vizeadmiral Takahashi Ibo verantwortlich. Sie bestand aus der 3. Flotte mit dem 5. und 7. Kreuzergeschwader sowie dem 2. und 4. Zerstörergeschwader als Teil der in Taiwan ansässigen Südflotte unter Vizeadmiral Kondō Nobutake. Ziele waren die Landungen in Manado, Kendari und Makassar auf Celebes sowie auf den Inseln Ambon, Timor und Bali.
Die japanische Planung sah eine Invasion der Insel Ambon eigentlich erst für den 6. Februar 1942 vor, doch durch die schnellen und erfolgreichen Eroberungen auf Celebes lagen sie vor ihrem eigentlichen Plan und zogen die Einnahme von Ambon vor.
Am 27. Januar liefen aus Davao fünf japanische Transporter mit dem Infanterieregiment an Bord aus. Geleitschutz fuhren die Zerstörer Arashio und Michishio der 8. Zerstörerdivision und die U-Jagdboote Kusentei Nr.1 und Kusentei Nr.2. Noch vor dem Ende ihrer Operationen auf Celebes begannen die Japaner mit der Landung auf Ambon.
Kurz vor dem Morgengrauen des 29. Januar meldeten Posten auf der Insel die Sichtung von fünf anlaufenden Kriegsschiffen und siebzehn Transportern sowie einigen nicht identifizierbaren Schiffen. Umgehend begannen die Verteidiger auf der Insel mit der Zerstörung der wichtigsten Ölvorratslager, Bombenlager und Flugzeughangars.
Vier Transporter – die Yamaura-Maru, die Africa-Maru, die Zenyo-Maru und die Miike-Maru – gingen vor Roetoeng an der südöstlichen Spitze der Halbinsel am 31. Januar um 1:00 Uhr vor Anker. Die Ryoyo-Maru folgte nach einer Reparatur einen Tag später nach.

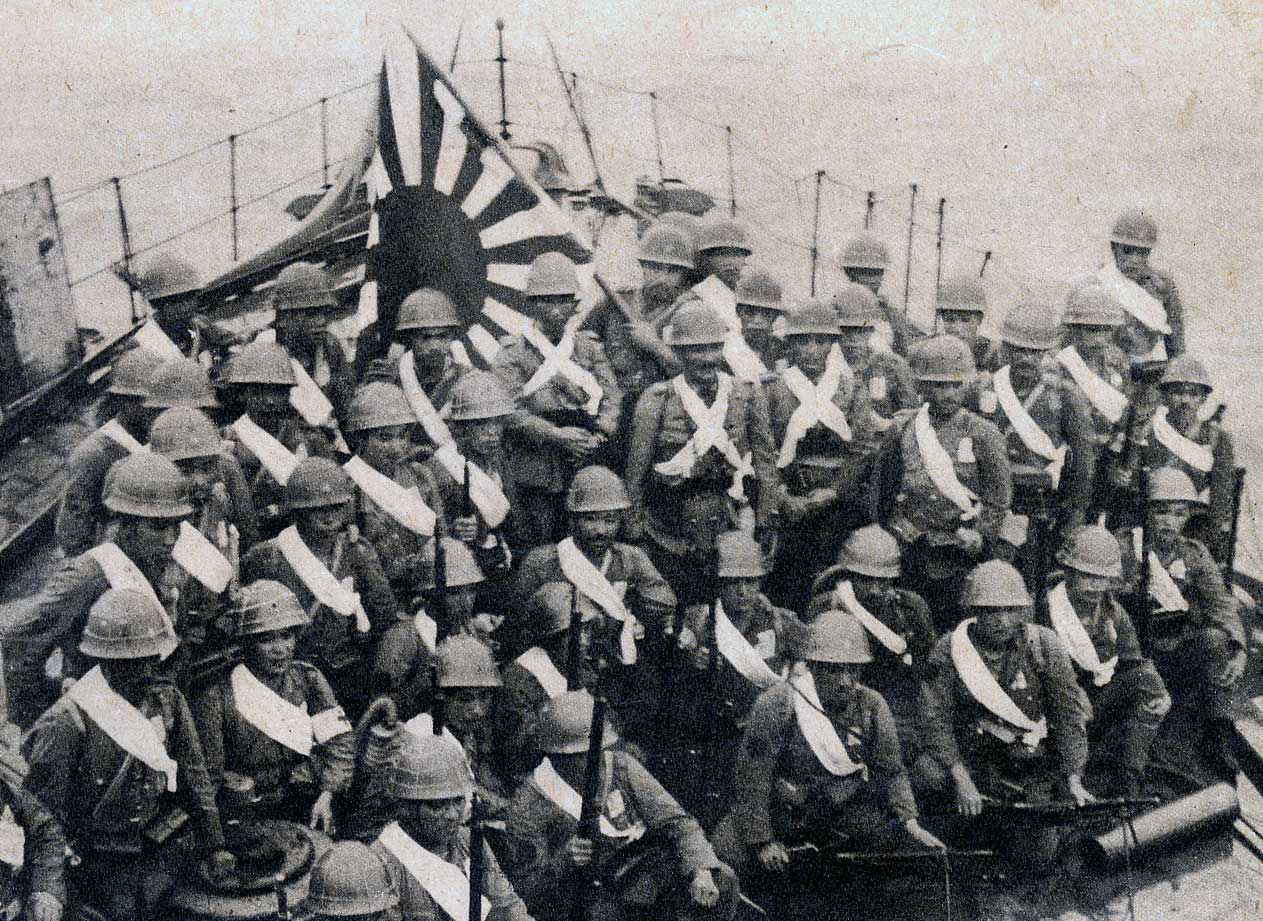
Japanische Speziallandungseinheiten an Bord eines Transporters (jap.: 海軍特別陸戦隊, Kaigun-Tokubetsu-Rikusenta)

Die Einheiten der drei Bataillone landeten nebeneinander am Strand: das erste links in der Nähe von Roetoeng, das dritte in der Mitte und das zweite rechts östlich von Hoetoemori. Alle Landungen wurden um 2:50 Uhr abgeschlossen und die Streitkräfte fächerten sich auf: Das 1. Bataillon begab sich in den südlichen Sektor, wo die australischen Streitkräfte sich verschanzt hatten. Das 3. Bataillon durchschnitt die Mitte der Halbinsel, um die australischen und niederländischen Streitkräfte zu spalten, und das 2. Bataillon rückte entlang der Ostküste nach Norden in Richtung der von den Niederlanden verteidigten Halbinsel vor. In der Stadt Ambon kamen das linke und das mittlere Bataillon wieder zusammen. In der Abenddämmerung hatte diese Streitmacht einen Keil zwischen die australische Armee im südlichen Teil der Halbinsel und die niederländische Streitmacht im Norden getrieben und damit die feindlichen Linien geteilt.
Innerhalb eines Tages nach der Landung hatten die Japaner die niederländischen Abteilungen in ihrer Nähe überrannt, und die Überlebenden zogen sich nach Paso zurück. Die Zerstörung von Brücken auf Hitu wurde nicht wie befohlen durchgeführt, was den japanischen Vormarsch erheblich beschleunigte.
Gleichzeitig landete die Kure-Speziallandungseinheit im Norden bei Hitoelama. Die mit Maschinengewehren und Mörsern ausgerüsteten KNIL-Soldaten konnten die Japaner einige Stunden am Strand festhalten. Doch nachdem die kompletten japanischen Einheiten den Strand erreicht hatten, gelang es ihnen, die Niederländer zu überrennen. Sie rückten dann sofort südlich weiter nach Paso und westlich auf das Laha-Flugfeld vor.
Ein australischer Infanteriezug wurde abkommandiert, um die Pioniere auf dem Nona-Plateau zu verstärken. Die Verteidigung in Paso war darauf ausgelegt, Angriffe aus dem Norden und Westen abzuwehren, wurde aber jetzt von Süden angegriffen. Ein niederländischer Zug wurde von Paso aus eingesetzt, um den Angriff auf Batugong abzuwehren. Dieses Vorgehen hinterließ jedoch eine Lücke in der niederländischen Verteidigungslinie, die die Japaner ausnutzten und dann auch noch von dem niederländischen Versagen profitierten, eine Telefonleitung zu unterbrechen. Die Japaner nahmen Batugong in den frühen Morgenstunden des 31. Januar ein, was ihnen ermöglichte die Ostflanke der Paso-Stellungen zu umgehen. In der Zwischenzeit befahl Kapitz der einheimischen Infanteriekompanie in Eri, eine Position in Kudamati einzunehmen, die eine Möglichkeit zum Gegenangriff bot.
Um 12.00 Uhr des 31. Januar verlegte Kapitz sein Hauptquartier von Halong nach Lateri, das näher bei Paso liegt. Die Telefonkommunikation zwischen Kapitz und seinen Untergebenen, einschließlich Scott, wurde unterbrochen, als die Japaner die Leitung kappten. Die japanische Truppe, die in Hitu-Lama gelandet war, griff Paso von Nordosten an. Um 18:00 Uhr tauchte auf der Straße westlich der Paso-Position ein Motorrad mit Beiwagen auf, das weiße Fahnen zeigte und auf die Japaner zusteuerte. Das Feuer um Paso wurde auf Befehl der niederländischen Kompanieführer ausgesetzt und die Truppen durften sich ausruhen und essen. Es ist unklar, wer den Waffenstillstand genehmigt hat, auf den die Japaner zunächst nicht sofort reagierten und in einem Treffen mit den Kompanieführern Kapitz und Major H.H.L. Tieland den niederländischen Truppen befahlen, die Kämpfe wieder aufzunehmen. Als Tieland und die Kommandeure der Kompanie jedoch zu ihren Positionen zurückkehrten, stellten sie fest, dass ihre Truppen gefangen genommen worden waren und sie gezwungen waren sich zu ergeben.
Die Stadt Ambon wurde am 1. Februar von den Japanern erobert und das Flugfeld bei Laha am 3. Februar eingenommen. Der organisierte Widerstand auf der Insel, einschließlich der Halbinsel, endete am 3. Februar. Im Flugplatzsektor auf der Insel ergaben sich rund 400 Australier. Im nördlichen Teil der Halbinsel kapitulierten rund 800 niederländische Armeesoldaten und 30 Mann des Marinepersonals und im südlichen Sektor, wo die schwersten Kämpfe stattgefunden hatten, kapitulierten ungefähr 1500 Australier. Später wurde klar, dass sich die niederländischen und australischen Streitkräfte zu Beginn der Invasion auf etwa 3000 beliefen. Dies würde bedeuten, dass die Verteidiger 270 Verluste erlitten hatten. Alle Zahlen sind jedoch Schätzungen. Die Verluste der japanischen Armee auf Ambon beliefen sich auf 55 Tote und 135 Verwundete. Die Anzahl der Opfer der Seestreitkräfte ist nicht bekannt.
Bevor sich die japanischen Schiffe von Ambon zurückzogen, befahl Vizeadmiral Tanaka Raizō, Kommandant des 2. Zerstörergeschwaders, die Minensperre in der Ambonbucht zu räumen, um möglichen Nachschublandungen den Weg frei zu machen. Das Minensuchboot Sōkaitei Nr. 9 fuhr dabei auf eine vom niederländischen Minenleger Gouden Leeuw gelegte Mine und sank. Zwei weitere japanische Minensuchboote wurden ebenfalls durch Minen beschädigt.

## Die Invasion und ihre Folgen
Nachdem Ambon gesichert war, wurde zunächst eine vorübergehende Militärverwaltung auf der Insel eingerichtet. Irgendwann im März traf die 24. Spezialmarinebasiseinheit ein und die Militärverwaltung von Ambon wurde unter ihre Gerichtsbarkeit gestellt.
Nach der Kapitulation wählten japanische Marinetruppen mehr als 300 australische und niederländische Kriegsgefangene nach dem Zufallsprinzip aus und richteten sie kurzerhand am oder in der Nähe des Flugplatzes Laha hin. Etwa 30 australische Soldaten flohen einige Wochen nach der Kapitulation von Ambon, oft indem sie mittels einheimischer Kanus, der sogenannten Prahus, nach Seram paddelten.
Ein weiteres Ergebnis der Eroberung von Ambon war die Entwicklung der australischen Angst vor Luftangriffen auf ihr Heimatland, denn am 19. Februar nahmen japanische Flugzeuge von der Ambon-Basis an großen Luftangriffen auf Darwin teil.
Die meisten australischen und niederländischen Soldaten starben während der Kriegsgefangenschaft. 1946 wurden auf Ambon die provisorischen Gräber gefunden und Zeugen der Hinrichtungen sagten aus. Vier japanische Soldaten wurden daraufhin wegen Kriegsverbrechen auf Ambon hingerichtet. Kunito Hatakeyama, der kommandierende Offizier der Hinrichtungstruppen, wurde verurteilt und gehängt. Konteradmiral Hatakeyama Kōichirō, der Kommandant der Landungseinheiten, der das Massaker befahl, starb vor seinem Prozess.